# Węglik tantalu
Węglik tantalu (TaC) – nieorganiczny związek chemiczny tantalu z grupy węglików.

## Właściwości
Węglik tantalu jest ciałem stałym barwy czarnej, bardzo trudno topliwym. Ma jedną z najwyższych temperatur topnienia spośród znanych związków (3880 °C). Temperatura ta wzrasta w układach TaC z HfC lub ZrC, sięgając 3990 °C dla składu 5TaC–HfC.
Jest bardzo twardy (ok. 9 w skali Mohsa). Materiał kompozytowy złożony z TaC i grafitu oceniany jest jako najtwardszy materiał wyprodukowany przez człowieka. Jest nierozpuszczalny w wodzie i ma niewielką aktywność chemiczną.

## Zastosowanie
Jest stosowany jako materiał do wytwarzania narzędzi, a także jako składnik form odlewniczych, w których powoduje zmniejszone tarcie powierzchni formy i odlanego przedmiotu. Jest też dodatkiem do stopów węgliku wolframu oraz istotnym składnikiem cermetu.